# Найти человека
«Найти человека» — документальная книга Агнии Барто, написанная в 1968 году. В основе произведения — заметки-воспоминания писательницы о работе на радиостанции «Маяк», где Барто в течение восьми лет вела одноимённую передачу, посвящённую поиску людей, разлучённых в годы войны. Благодаря поступавшим на радио письмам-воспоминаниям, а также помощи добровольцев несколько сотен человек нашли своих родственников.
Повесть была впервые опубликована в журнале «Знамя» (1968, № 8).

## История создания и публикации
Появление книги было напрямую связано с выходом другого произведения Агнии Барто — поэмы «Звенигород», написанной в 1947 году. В ней шла речь о звенигородском детском доме, собравшем неопознанных детей, которые в годы войны были обнаружены на вокзалах, в поездах и бомбоубежищах. Многие дети в силу возраста не могли сообщить какие-либо данные о себе (год и день рождения им порой записывали наугад). В 1954 году журнал «Огонёк» опубликовал статью писателя Макса Поляновского «Мать и дочь встретились», в которой рассказывалось, как «Звенигород» повлиял на судьбу одной семьи. Софья Гудьева, потерявшая в военные годы свою дочь Нину, прочитала поэму, после чего обратилась к её автору с письмом, в котором сообщила, что упомянутая в поэме девочка Нина, может быть её дочерью и попросила Барто разузнать о судьбе той девочки, заодно указав возраст и приметы дери. Агния Барто написала несколько запросов, в том числе в инстанции, занимавшиеся розыском, — в результате мать и дочь нашли друг друга.
В 1965 году Барто начала вести на радиостанции «Маяк» передачу «Найти человека», направленную на поиски людей, разлучённых войной. Как признавалась впоследствии писательница, она сознавала, что к тому времени дети военных лет уже выросли. Поэтому ставка была сделана не столько на внешние приметы, сколько на сохранившиеся в памяти людей личные подробности; основой работы стала фраза Фёдора Достоевского о том, что порой самые ранние жизненные впечатления ребёнка сохраняются «как бы вырванные уголком из огромной картины, которая вся погасла и исчезла, кроме этого только уголочка». Просматривая сотни писем, поступавших к ней из радиокомитета, Барто делала пометки: «Воспоминания туманны, но конкретны», «Реальность переплетается с вымыслом» и так далее. Длительность передачи была двадцать пять минут — за это время Барто успевала рассказать не менее чем о десяти судьбах.
Программа, с помощью которой около тысячи человек нашли родственников (по другим данным — около 900 семей), регулярно выходила на «Маяке» в течение восьми лет и была закрыта в 1973 году по причине падения интереса — к тому моменту поток писем и воспоминаний от слушателей заметно снизился, в связи с чем руководство радиостанции приняло решение выпускать передачу только по мере надобности. В 1968 году Агния Барто написала основанную на документальном материале повесть «Найти человека», которая была опубликована в журнале «Знамя» (1968, № 8).

В первом издании мне пришлось задержать вёрстку, потому что один из розысков, о котором в книге было сказано, что он привёл к ошибке, неожиданно закончился успешно. Во втором издании я тоже не смогла поставить точку. И не только потому, что число соединённых семейств всё возрастало, но менялись и судьбы людей, упомянутых в книге. А многие — уже без моей помощи — узнавали по книжке себя или своих родных. Но время шло, перестали звучать в эфире позывные радиопоиска, и в переиздании точка была поставлена. — Агния Барто

## Содержание
Материал, затронутый автором, давал возможность для фантазии... но, как сообщает А. Барто, она решила строго придерживаться документальности... Расширяя границу домысла, можно лишить жизненную историю самого драгоценного — подлинности.
Повесть, рассказывающая о поисковой работе на «Маяке», состоит из дневниковых записей Агнии Барто, которые чередуются с историями людей, обратившихся за помощью. Перед ведущей радиопередачи стояла весьма сложная задача — отыскать в письмах слушателей (многие из которых ничего не знали ни о своих родителях, ни о месте жительства) такие зацепки, которые помогли бы их близким узнать выросшего сына или дочь. Иногда «ключом» к успеху оказывались воспоминания о семейном походе за ягодами («Мы встретили медведя, я побежала и потеряла туфельку») или о старшем брате, разводившем во дворе голубей. Агния Барто последовательно воспроизводила ход поисков, рассказывала об удачах и ошибках; порой из-за отсутствия одного необходимого звена вся долго выстраиваемая цепочка разрушалась, и работу приходилось начинать заново. Для спорных, неоднозначных ситуаций у писательницы существовала специальная «Папка сомнений».
В начале каждой передачи ведущая просила слушателей положить перед собой лист бумаги и карандаш, чтобы записывать фамилии людей, которых ищут их родные. Такая непосредственная связь с аудиторией привела к тому, что с определённого момента к поискам подключились тысячи добровольных помощников. В радиокомитет приходили студенты, готовые потратить каникулы на разбор почты и рассылку запросов (они бескорыстно трудились каждый день «с утра до вечера, как штатные сотрудники»); из разных городов поступали письма и звонки от слушателей, изъявлявших желание взять на себя какую-либо часть работы. Люди обращались к Агнии Барто со словами: «Поручите мне — я весь город перерою!».

## В контексте военной темы
Повесть «Найти человека» была отнюдь не единственным произведением, в котором хроника войны воспроизводилась через восприятие ребёнка. К теме «дети войны» в XX веке обращались Валентин Катаев («Сын полка»), Владимир Богомолов («Иван»); в кинематографе её развивали Сергей Бондарчук («Судьба человека»), Николай Губенко («Подранки»), Андрей Тарковский («Иваново детство»), Элем Климов («Иди и смотри»). По замечанию историка культуры Сергея Ушакина, именно детские переживания, включённые в сюжеты книг и фильмов, дали возможность советскому искусству «вывести опыт войны за пределы традиционного патриотического канона».
По структуре повесть «Найти человека» близка вышедшей в 1985 году документально-художественной книге Светланы Алексиевич «Последние свидетели»: оба произведения были созданы в формате воспоминаний людей, чьё детство пришлось на военные годы; разница заключалась в том, что Барто делала записи в 1960-х годах, тогда как Алексиевич — двадцатью годами позже. Эта «временна́я дистанция» оказала существенное влияние на интонацию книг. Герои Агнии Барто верили, что ещё имеют шанс найти близких и узнать свои настоящие имена. Исповеди их ровесников, прозвучавшие в «Последних свидетелях», показали, что к 1980-м годам надежды растаяли, а травмы поколения оказались не изжитыми: «„В нашем детдоме собралось одиннадцать Тамар… Фамилии у них были: Тамара Неизвестная, Тамара Незнакомая, Тамара Безымянная, Тамара Большая, Тамара Маленькая“. Последующая жизнь в итоге оказалась жизнью без родства и без начала».

## Волонтёрская деятельность
Работа Агнии Барто и её помощников, запечатлённая в книге «Найти человека», была определена социологом Олегом Яницким как волонтёрская деятельность, основу которой составляют «бескорыстность, самоотверженность и самоорганизация». Исследователи подчёркивали, что Барто не стремилась заменить собой официальные структуры, призванные заниматься поиском людей; к ней обращались, скорее, как к последней инстанции. Дело в том, что государственные органы, принимавшие запросы от населения, настаивали на необходимости предоставления точных сведений о разыскиваемых, тогда как писательница считала ключом к поиску детские воспоминания. Инициатива Агнии Барто, стремившейся отыскать в многостраничных, зачастую хаотичных рассказах людей их личные приметы и подробности, была индивидуальной (и тем самым отличалась от «организованного типа добровольчества»): «То, что сделала поэтесса, было не под силу даже самым мощным международным организациям, таким, как Красный Крест».
Подобный метод волонтёрской деятельности, в котором для поиска людей были задействованы медийные ресурсы, ещё до появления передачи «Найти человека» использовал писатель Сергей Смирнов, собиравший в 1950-х годах материалы о защитниках Брестской крепости. Заложенная Смирновым и Барто концепция советской поисковой журналистики получила развитие в телепередаче «От всей души», которую в 1972 году начала вести диктор Валентина Леонтьева. В XXI веке народная работа по поиску людей была продолжена в социальном телевизионном проекте «Жди меня».

## Экранизация
В 1973 году в прокат вышел фильм «Ищу человека», снятый по мотивам повести Агнии Барто «Найти человека» (режиссёр Михаил Богин). Участие в картине стало кинематографическим дебютом для Лии Ахеджаковой. Роль Аллы Кузнецовой, с которой актриса впервые появилась на экране, изначально была задумана как эпизодическая. Ахеджаковой было предложено пройти кинопробы, и её монолог, снятый на чёрно-белую плёнку с одного дубля, вошёл в цветную ленту без изменений. По утверждению создателей фильма, «невозможно было с тем же настроением повторить эпизод, заново сыграть его и снять в цвете». За роль в фильме «Ищу человека» актриса была удостоена приза «За лучший дебют» на Международном кинофестивале в Локарно.